# Waunakee
Waunakee – wieś w Stanach Zjednoczonych, w stanie Wisconsin, w hrabstwie Dane.